# Bürgerspitalskapelle Hallein

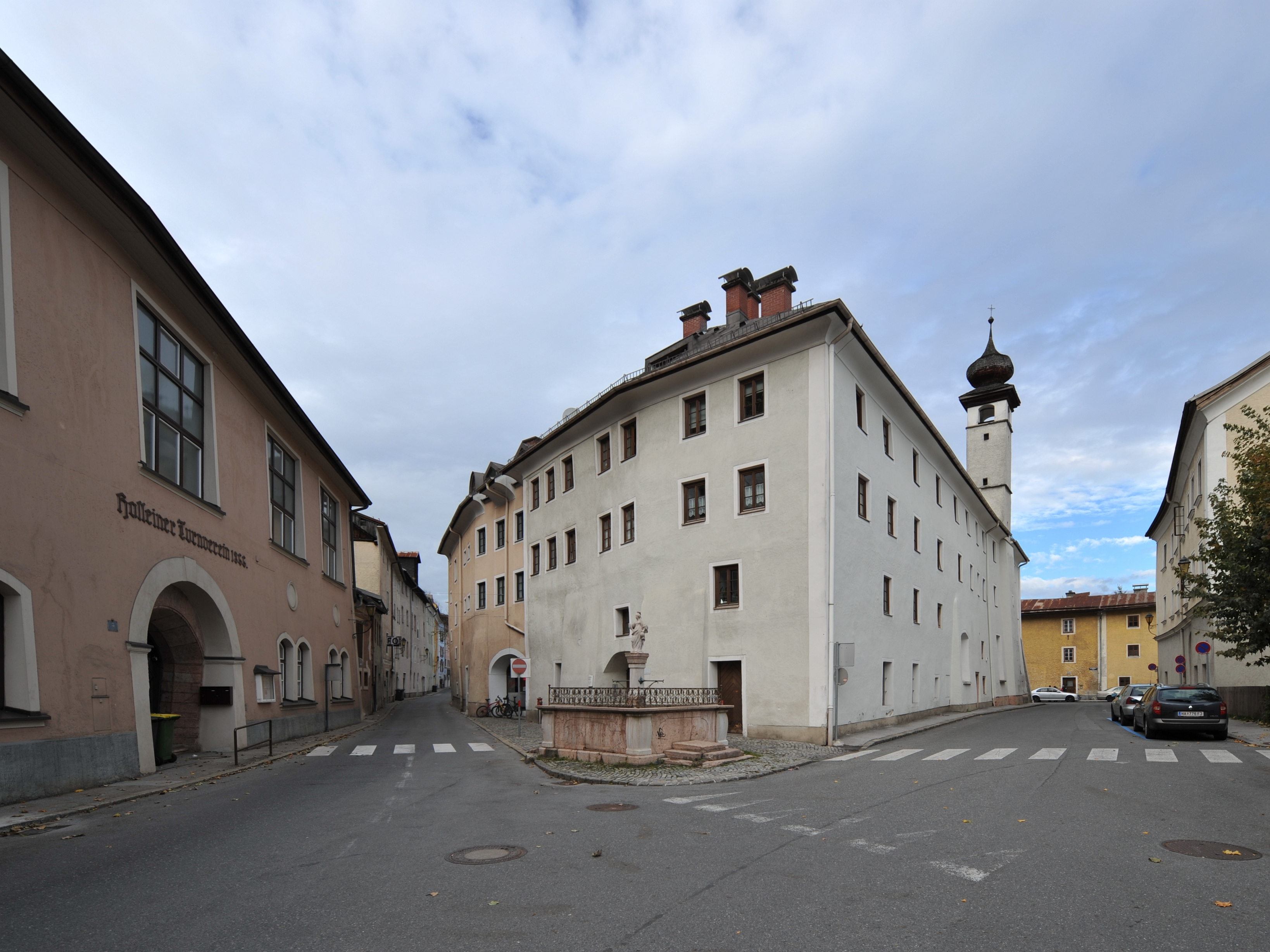
Ehemaliges Bürgerspital und Bürgerspitalskapelle in Hallein

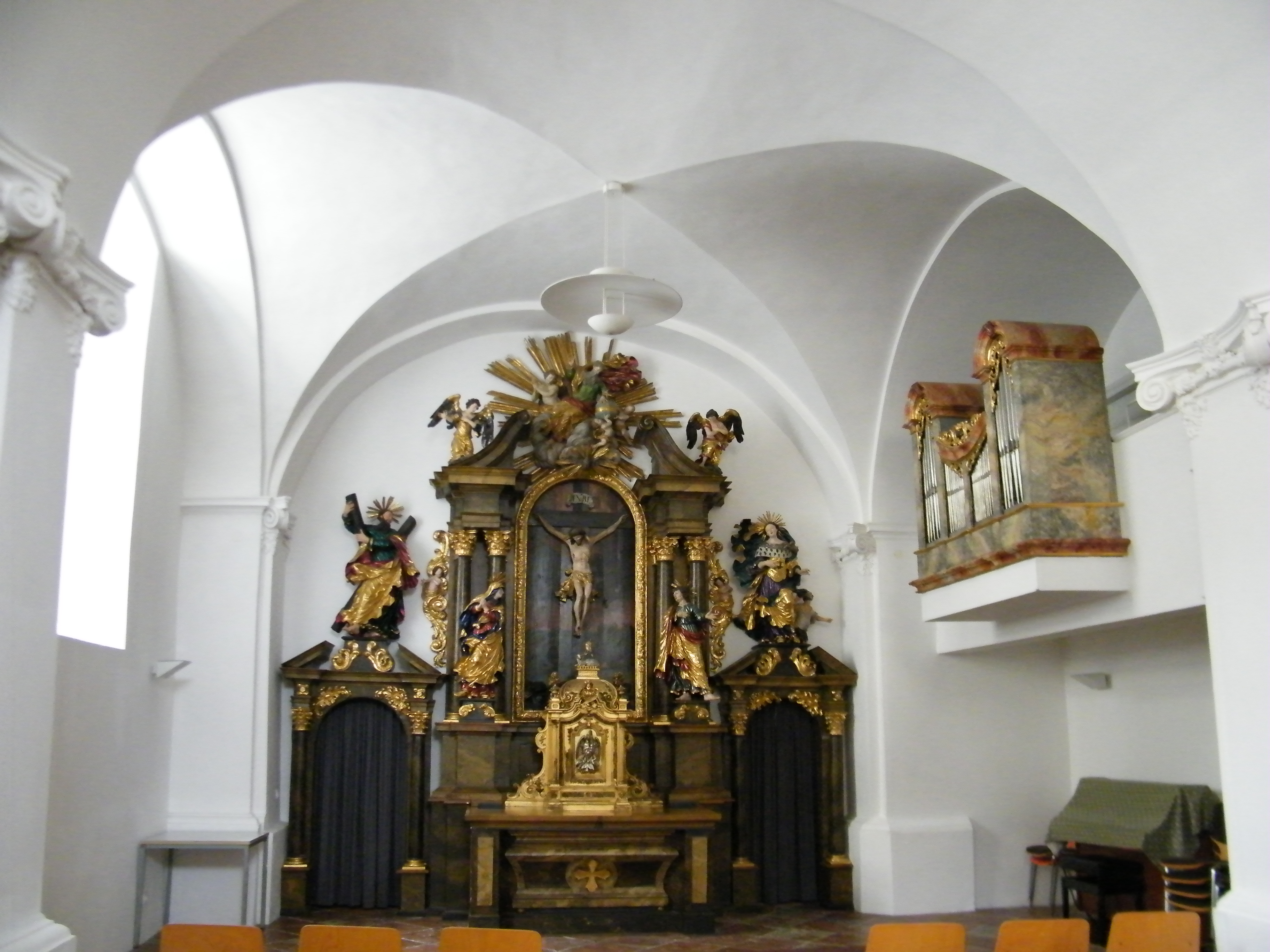
Innenraum, Blick zum Altar

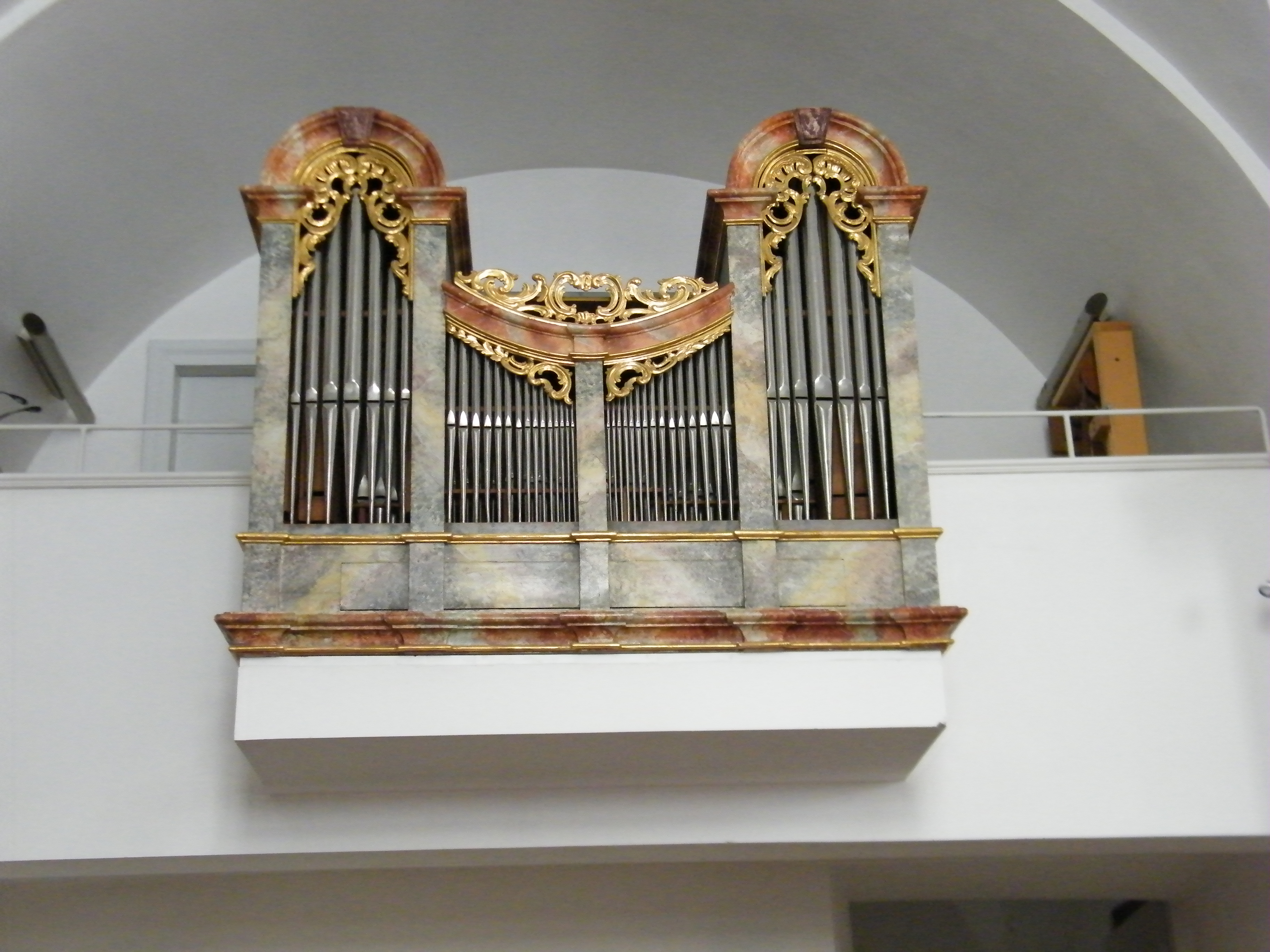
Innenraum, Blick zur Orgel

Die römisch-katholische Bürgerspitalskapelle Hallein steht auf Bürgerspitalplatz 6 Ecke Schifferplatz 1 eingebunden in den Baukomplex des ehemaligen Bürgerspitals in der Stadtgemeinde Hallein im Bezirk Hallein im Land Salzburg. Die dem Patrozinium Heiliges Kreuz unterstellte Kapelle gehört zum Dekanat Hallein in der Erzdiözese Salzburg. Die Kapelle steht unter Denkmalschutz (Listeneintrag).

## Beschreibung
Die Kapelle wurde 1386 urkundlich genannt und 1708 baulich erweitert.
Die Kapelle befindet sich in der Nordostecke des ehemaligen Bürgerspitals. Das profilierte Nordportal aus Marmor ist aus dem späten 17. Jahrhundert. Der Glockenturm mit Zwiebelhelm entstand 1798. Der Innenraum der zweijochigen Kapelle ist kreuzgratgewölbt.
Die Einrichtung der Kapelle befindet sich im Keltenmuseum Hallein. Es gibt eine Kreuzigungsgruppe und die Aufsatzgruppe Gottvater und Heiliger Geist sowie über den Opfergangsportalen die Figuren der Heiligen Andreas und Elisabeth, alle der Bildhauer Johann Georg Mohr um 1708 schuf.
Die Orgel ist aus 1836.